# Lista dos reis do Reino da Saxônia
Esta é uma lista de reis do Reino da Saxônia:

## Reis da Saxônia

### Casa de Wettin
| # | Nome                  |  | Início do reinado     | Fim do reinado         | Cognome(s) | Notas |
| - | --------------------- |  | --------------------- | ---------------------- | ---------- | ----- |
| 1 | Frederico Augusto I   |  | dezembro de 1763      | 1827                   |            |       |
| 2 | Antônio I             |  | 1827                  | 1836                   |            |       |
| 3 | Frederico Augusto II  |  | 1836                  | 1854                   |            |       |
| 4 | João I                |  | 1854                  | 1873                   |            |       |
| 4 | Alberto I             |  | 1873                  | 1902                   |            |       |
| 4 | Jorge I               |  | 1902                  | 1904                   |            |       |
| 4 | Frederico Augusto III |  | 15 de outubro de 1904 | 13 de Novembro de 1918 |            |       |